# Pomme
Клéр Поммé (фр. Claire Pommet, нар. 2 серпня 1996, Ліон, Франція), відома як Pomme (фр. pɔm) — французька співачка, авторка пісень і музикантка. Вона навчилася грати на кількох інструментах у молодому віці. Її дебютний студійний альбом À peu près (2017) отримав схвалення критиків за поєднання поп-музики та фолку та увійшов у французький чарт альбомів під номером 91. Пізніше Pomme випустила свій другий студійний альбом Les failles (2019), який став її першим проектом, який потрапив до топ-10 у своїй країні. Пізніше платівку було перевидано під назвою Les failles cachées (2020) і вона знову потрапила в чарти рекордів у двох країнах. Її третій студійний альбом Consolation вийшов 26 серпня 2022 року.

## Біографія
Клер Помме виросла в районі Ліона. Вивчала теорію музики з 6 років, у 7 років приєдналася до дитячого хору La Cigale de Lyon, з 8 років вчилася грати на віолончелі. Її мати грає на флейті, батько, агент з нерухомості, слухав Мішеля Польнарефа, Сержа Реджані та Шарля Азнавура. Один із друзів батька познайомив її з американськими фолком та кантрі.
У вересні 2017 року у віці 21 року Клер вперше виступила в La Boule Noire в Парижі. У жовтні випустила перший альбом французького шансону під назвою À peu près; Саломея Рузероль-Дуглас у Le Figaro описала його як суміш попфолку. За словами Жиля Рено у Libération, це було «дуже обнадійливо», в той час, як Марі-Катрін Марді з RFI сказала, що «лірика не переконує [повністю]», але похвалила голос Pomme. Журналісти Libération та Le Figaro підкреслюють якість її живих виступів, під час яких вона грає на автоарфі та гітарі.
Pomme виступала у першій частині туру Асафа Авидана восени 2017 року. У лютому 2018 року виступила в Café de la Danse в Парижі, після того розігріву у французьких виконавців Louane і Vianney, а потім вийшла на сцену в La Cigale в середині 2018 року і в La Trianon на початку 2019 року.
Тексти, які вона пише, торкаються тем кохання (у тому числі гомосексуального), смерті та «повсякденних ситуацій, які вдаються до романтизму».
У 2020 році вона отримала нагороду Victoires de la Musique за альбом révélation («альбом новачка») зі своїм другим студійним альбомом Les failles. У 2021 році була визнана Arte Féminine («мисткиня») року.

## Дискографія

### Студійні альбоми
- À peu près (2017)
- Les failles (2019)

### Мініальбоми
- En cavale (2016)
- A Peu Près — Sessions Montréalaises (2018)

### Сингли
- «Ma meilleure ennemie» (2024)